# مقبرة زنبل
مقبرة زَنْبَل أو تربة زَنْبَل وهي مقبرة السادة الأشراف بمدينة تريم إحدى ثلاث مقابر متجاورة (زنبل، والفريط، وأكدر) وتسمى الثلاث بشّارًا وهو اسم الواقف لها. ويوجد بمقبرة زنبل من العلماء والأولياء والصالحين ما لا يحصى، وفيها عصبة من الصحابة أرسلهم أبو بكر الصديق لقتال أهل الردة مع زياد بن لبيد الأنصاري في حضرموت فمات كثيرون منهم بتريم وقبروا فيها. وأول من دفن بها من السادة بني علوي الإمام علي بن علوي خالع قسم المتوفى سنة 529 هـ. ومما يحسن ذكره أنه قد يدفن بها بعض موتى أهل تريم من غير السادة بني علوي حسب ترتيب السلف.
ويوجد فيها عدد من القباب المجصصة والكثير من الأضرحة والشواهد الطينية ذات الكتابات الواضحة، وكان المتقدمون يجتنبون البناء والكتابة على القبور وإنما استحسنه المتأخرون لأمور منها أن يعرف الميت هل بُلي أو لا، لأن المشهور عندهم أن الميت لا يبلى إلا بعد أربعين سنة أو نحوها، ومنها أن يعرف صاحب القبر ليزار ويدفن عنده أقاربه ونحو ذلك من المقاصد الحسنة.
وفي صباح يوم الجمعة من كل أسبوع تقام زيارة عامة وكاملة لتربة أهل بشار تبدأ قبيل الإشراق وقت الصيف، وبعد الإشراق وقت الشتاء، بينما تكون عصرًا في شهر رمضان. وقد رتب السلف من السادة بني علوي طريقة الزيارة من حيث الوقوف والمكث عند القبر، والتسليم عليه، وقراءة آيات وسور قرآنية، والختم بالدعاء، وترتيب الفاتحة، وقد جمع السيد أحمد بن علي الجنيد ذلك في مؤلفه «مرهم السقيم في زيارة تربة تريم».